# Israël op de Olympische Zomerspelen 2020
Israël nam deel aan de Olympische Zomerspelen 2020 in Tokio, Japan.

## Medailleoverzicht
| Medaille | Naam                          | Sport                | Onderdeel    | Datum      |
| -------- | ----------------------------- | -------------------- | ------------ | ---------- |
| Goud     | Artem Dolgopyat               | Turnen               | vloer (m)    | 1 augustus |
| Goud     | Linoy Ashram                  | Ritmische gymnastiek | allround (v) | 7 augustus |
|          |                               |                      |              |            |
| Brons    | Avishag Semberg               | Taekwondo            | -49kg (v)    | 24 juli    |
| Brons    | Nationaal Israëlisch judoteam | Judo                 | team         | 31 juli    |

## Atleten
| sport            | mannen | vrouwen | totaal |
| ---------------- | ------ | ------- | ------ |
| Atletiek         | 3      | 6       | 9      |
| Badminton        | 1      | 1       | 2      |
| Boogschieten     | 1      | 0       | 1      |
| Gewichtheffen    | 1      | 0       | 1      |
| Gymnastiek       | 2      | 8       | 10     |
| Honkbal          | 24     | 0       | 24     |
| Judo             | 6      | 6       | 12     |
| Paardensport     | 2      | 2       | 4      |
| Schietsport      | 1      | 0       | 1      |
| Surfen           | 0      | 1       | 1      |
| Synchroonzwemmen | 0      | 2       | 2      |
| Taekwondo        | 0      | 1       | 1      |
| Triatlon         | 2      | 0       | 2      |
| Wielersport      | 1      | 1       | 2      |
| Zeilen           | 1      | 4       | 5      |
| Zwemmen          | 10     | 3       | 13     |
| totaal           | 55     | 35      | 90     |

## Sporten

### Atletiek
Mannen
Loopnummers
| atleet       | onderdeel | series | series | kwartfinale | kwartfinale | halve finale | halve finale | finale  | finale |
| atleet       | onderdeel | tijd   | rang   | tijd        | rang        | tijd         | rang         | tijd    | rang   |
| ------------ | --------- | ------ | ------ | ----------- | ----------- | ------------ | ------------ | ------- | ------ |
| Haimro Alame | marathon  | n.v.t. | n.v.t. | n.v.t.      | n.v.t.      | n.v.t.       | n.v.t.       | 2:17.17 | 36     |
| Girmaw Amare | marathon  | n.v.t. | n.v.t. | n.v.t.      | n.v.t.      | n.v.t.       | n.v.t.       | 2:16.17 | 27     |
| Marhu Teferi | marathon  | n.v.t. | n.v.t. | n.v.t.      | n.v.t.      | n.v.t.       | n.v.t.       | 2:13.02 | 13     |

Vrouwen
Loopnummers
| atlete                 | onderdeel           | series      | series | kwartfinale | kwartfinale | halve finale   | halve finale   | finale         | finale         |
| atlete                 | onderdeel           | tijd        | rang   | tijd        | rang        | tijd           | rang           | tijd           | rang           |
| ---------------------- | ------------------- | ----------- | ------ | ----------- | ----------- | -------------- | -------------- | -------------- | -------------- |
| Diana Vaisman          | 100 m               | bye         | bye    | 11,27       | 4           | niet geplaatst | niet geplaatst | niet geplaatst | niet geplaatst |
| Selamawit Dagnachew    | 5000 m              | 14.43,43 NR | 8 q    | n.v.t.      | n.v.t.      | n.v.t.         | n.v.t.         | 14.54,39       | 10             |
| Selamawit Dagnachew    | 10000 m             | n.v.t.      | n.v.t. | n.v.t.      | n.v.t.      | n.v.t.         | n.v.t.         | 32.46,46       | 23             |
| Adva Cohen             | 3000 m steeplechase | 10.05,95    | 14     | n.v.t.      | n.v.t.      | n.v.t.         | n.v.t.         | niet geplaatst | niet geplaatst |
| Lonah Chemtai Salpeter | marathon            | n.v.t.      | n.v.t. | n.v.t.      | n.v.t.      | n.v.t.         | n.v.t.         | 2:48.31        | 66             |
| Maor Tiyouri           | marathon            | n.v.t.      | n.v.t. | n.v.t.      | n.v.t.      | n.v.t.         | n.v.t.         | 2:37.52        | 48             |

Technische nummers
| atlete                  | onderdeel          | kwalificaties | kwalificaties | finale  | finale |
| atlete                  | onderdeel          | afstand       | rang          | afstand | rang   |
| ----------------------- | ------------------ | ------------- | ------------- | ------- | ------ |
| Hanna Knyazyeva-Minenko | hink-stap-springen | 14,36         | 8 q           | 14,60   | 6      |

### Badminton
Mannen
| atleet          | onderdeel | groepsfase                      | groepsfase                       | groepsfase           | groepsfase | eliminatie           | kwartfinale          | halve finale         | finale / BM          | finale / BM |
| atleet          | onderdeel | tegenstander uitslag            | tegenstander uitslag             | tegenstander uitslag | rang       | tegenstander uitslag | tegenstander uitslag | tegenstander uitslag | tegenstander uitslag | rang        |
| --------------- | --------- | ------------------------------- | -------------------------------- | -------------------- | ---------- | -------------------- | -------------------- | -------------------- | -------------------- | ----------- |
| Misha Zilberman | enkelspel | B Sai Praneeth W (21-17, 21-15) | M Caljouw V (21-17, 9-21, 10-21) | n.v.t.               | 2          | niet geplaatst       | niet geplaatst       | niet geplaatst       | niet geplaatst       | 15          |

Vrouwen
| atleet             | onderdeel | groepsfase                 | groepsfase                         | groepsfase           | groepsfase | eliminatie           | kwartfinale          | halve finale         | finale / BM          | finale / BM |
| atleet             | onderdeel | tegenstander uitslag       | tegenstander uitslag               | tegenstander uitslag | rang       | tegenstander uitslag | tegenstander uitslag | tegenstander uitslag | tegenstander uitslag | rang        |
| ------------------ | --------- | -------------------------- | ---------------------------------- | -------------------- | ---------- | -------------------- | -------------------- | -------------------- | -------------------- | ----------- |
| Ksenia Polikarpova | enkelspel | P V Sindhu V (7–21, 10-21) | Cheung N Y V (12–21, 21–15, 16-21) | n.v.t.               | 3          | niet geplaatst       | niet geplaatst       | niet geplaatst       | niet geplaatst       | 15          |

### Boogschieten
Mannen
| atleet      | onderdeel   | plaatsingsronde | plaatsingsronde | eerste ronde         | tweede ronde         | derde ronde          | kwartfinale          | halve finale         | finale / BM          | finale / BM |
| atleet      | onderdeel   | score           | rang            | tegenstander uitslag | tegenstander uitslag | tegenstander uitslag | tegenstander uitslag | tegenstander uitslag | tegenstander uitslag | rang        |
| ----------- | ----------- | --------------- | --------------- | -------------------- | -------------------- | -------------------- | -------------------- | -------------------- | -------------------- | ----------- |
| Itay Shanny | individueel | 635             | 60              | H Muto W 7 – 3       | T Rai W 6 – 5        | Tang C-c V 5 – 6     | niet geplaatst       | niet geplaatst       | niet geplaatst       | 9           |

### Gewichtheffen
Mannen
| atlete         | onderdeel | trekken | trekken | stoten | stoten | totaal | rang |
| atlete         | onderdeel | score   | rang    | score  | rang   | totaal | rang |
| -------------- | --------- | ------- | ------- | ------ | ------ | ------ | ---- |
| David Litvinov | +109 kg   | 176     | 10      | 205    | 11     | 381    | 11   |

### Gymnastiek

#### Turnen
Mannen
| atleet             | onderdeel | kwalificatie | kwalificatie | finale         | finale         |
| atleet             | onderdeel | totaal       | rang         | totaal         | rang           |
| ------------------ | --------- | ------------ | ------------ | -------------- | -------------- |
| Artem Dolgopyat    | voltige   | 12,766       | 56           | niet geplaatst | niet geplaatst |
| Artem Dolgopyat    | vloer     | 15,200       | 1 Q          | 14,933         | Goud           |
| Alexander Shatilov | vloer     | 13,500       | 47           | niet geplaatst | niet geplaatst |

Vrouwen
| atlete    | onderdeel | kwalificatie                        | kwalificatie | kwalificatie | kwalificatie | kwalificatie | kwalificatie | finale         | finale         | finale         | finale         | finale         | finale         |
| atlete    | onderdeel | toestel                             | toestel      | toestel      | toestel      | totaal       | positie      | toestel        | toestel        | toestel        | toestel        | totaal         | positie        |
| atlete    | onderdeel | sprong                              | brug         | balk         | vloer        | totaal       | positie      | sprong         | brug           | balk           | vloer          | totaal         | positie        |
| --------- | --------- | ----------------------------------- | ------------ | ------------ | ------------ | ------------ | ------------ | -------------- | -------------- | -------------- | -------------- | -------------- | -------------- |
| Lihie Raz | meerkamp  | 14,233 / 13,566 Gemiddelde: 13,899* | 11,700       | 12,066       | 12,400       | 50,399       | 59           | niet geplaatst | niet geplaatst | niet geplaatst | niet geplaatst | niet geplaatst | niet geplaatst |

- Gymnasten die zich wilden kwalificeren voor de finale van de sprong, voerden een tweede sprong uit. Het gemiddelde van de twee telde voor de kwalificatie van dit onderdeel. Voor individuele all-roundkwalificatie, telde alleen de eerste sprong.

#### Ritmisch

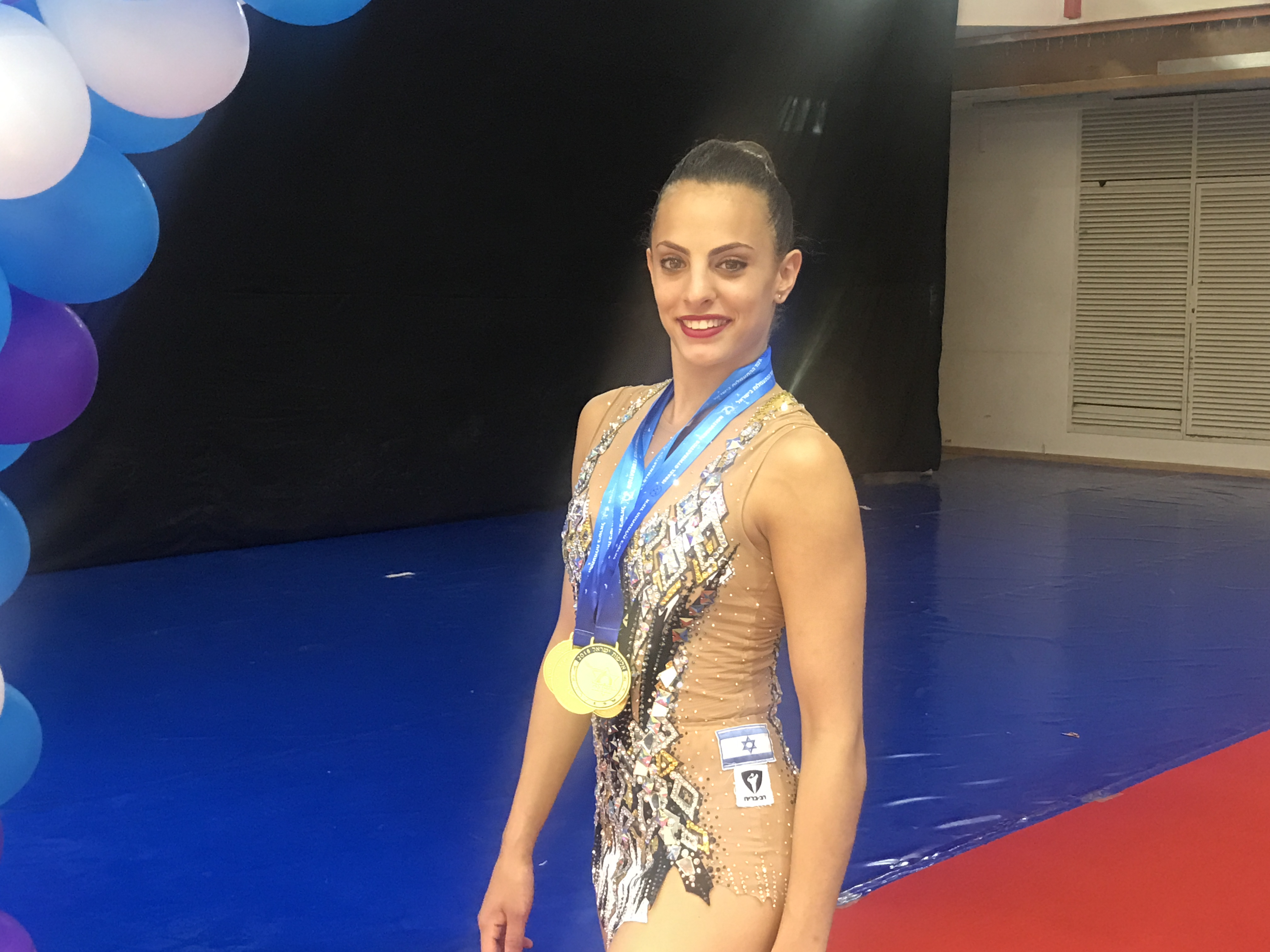
Olympisch Kampioene Linoy Ashram

| atlete         | onderdeel   | kwalificatie | kwalificatie | kwalificatie | kwalificatie | kwalificatie | kwalificatie | finale | finale | finale  | finale | finale  | finale |
| atlete         | onderdeel   | hoepel       | bal          | knotsen      | lint         | totaal       | rang         | hoepel | bal    | knotsen | lint   | totaal  | rang   |
| -------------- | ----------- | ------------ | ------------ | ------------ | ------------ | ------------ | ------------ | ------ | ------ | ------- | ------ | ------- | ------ |
| Linoy Ashram   | individueel | 23,500       | 28,250       | 27,850       | 23,500       | 103,100      | 3 Q          | 27,550 | 28,300 | 28,650  | 23,300 | 107,800 | Goud   |
| Nicol Zelikman | individueel | 24,350       | 25,500       | 24,950       | 21,100       | 95,900       | 7 Q          | 23,700 | 24,150 | 25,600  | 22,150 | 95,600  | 7      |

| atlete                                                                 | onderdeel | kwalificatie | kwalificatie         | kwalificatie | kwalificatie | finale   | finale               | finale | finale |
| atlete                                                                 | onderdeel | 5 linten     | 3 knotsen, 2 hoepels | totaal       | rang         | 5 linten | 3 knotsen, 2 hoepels | totaal | rang   |
| ---------------------------------------------------------------------- | --------- | ------------ | -------------------- | ------------ | ------------ | -------- | -------------------- | ------ | ------ |
| Ofir Dayan Yana Kramarenko Natalie Raits Yuliana Telegina Karin Vexman | team      | 44,000       | 40,650               | 84,650       | 4 Q          | 44,100   | 39,750               | 83,850 | 6      |

### Honkbal
Mannen
| Olympiër | Discipline | Resultaat     | Prestatie |
| --- | ---------- | ------------- | --- |
| Jeremy Bleich Jonathan de Marte Jake Fishman Alex Katz Alon Leichman Shlomo Lipetz Jon Moscot D. J. Sharabi Joey Wagman Ben Wanger Zack Weiss Josh Zeid Tal Erel Ryan Lavarnway Nick Rickles Scott Burcham Mitch Glasser Ty Kelly Ian Kinsler Zach Penprase Danny Valencia Blake Gailen Assaf Lowengart Robb Paller | mannen     | Knock-outfase | Groepsfase Verloren van Zuid-Korea 5 - 6 Verloren van Verenigde Staten 1 - 8 Knock-outfase Ronde 1 Gewonnen van Mexico 12 - 5 Ronde 2 Verloren van Zuid-Korea 1 - 11 Herkansingen ronde 1 Verloren van Dominicaanse Republiek 6 - 7 |

### Judo
Mannen
| atleet          | onderdeel | eerste ronde         | tweede ronde              | derde ronde                  | kwartfinale            | halve finale         | herkansing           | finale / BM          | finale / BM |
| atleet          | onderdeel | tegenstander uitslag | tegenstander uitslag      | tegenstander uitslag         | tegenstander uitslag   | tegenstander uitslag | tegenstander uitslag | tegenstander uitslag | rang        |
| --------------- | --------- | -------------------- | ------------------------- | ---------------------------- | ---------------------- | -------------------- | -------------------- | -------------------- | ----------- |
| Baruch Shmailov | −66 kg    | n.v.t.               | Loforte W 11-00s1         | Katz W 01-00                 | Margvelashvili V 00-10 | niet geplaatst       | Gomboc W 01-00s1     | Cargnin V 00s1-01s1  | 5           |
| Tohar Butbul    | −73 kg    | bye                  | Geen tegenstander W 10-00 | Sterpu W 10-00               | An C-r V 00s1-01s1     | niet geplaatst       | Margelidon V 00-10s2 | niet geplaatst       | 7           |
| Sagi Muki       | −81 kg    | bye                  | Santos W 10-00            | Borchashvili V 00s2-01s2     | niet geplaatst         | niet geplaatst       | niet geplaatst       | niet geplaatst       | 9           |
| Li Kochman      | −90 kg    | bye                  | Klammert W 10-00s1        | Bekauri V01s1-10             | niet geplaatst         | niet geplaatst       | niet geplaatst       | niet geplaatst       | 9           |
| Peter Paltchik  | -100 kg   | n.v.t.               | bye                       | Lkhagvasürengiin W 01s1-00s2 | Wolf V 00s1-01s1       | niet geplaatst       | El Nahas V 00-10s1   | niet geplaatst       | 7           |
| Or Sasson       | +100 kg   | n.v.t.               | bye                       | Riner V 00-01                | niet geplaatst         | niet geplaatst       | niet geplaatst       | niet geplaatst       | 9           |

Vrouwen
| atlete            | onderdeel | eerste ronde           | tweede ronde         | kwartfinale          | halve finale         | herkansing           | finale / BM          | finale / BM |
| atlete            | onderdeel | tegenstander uitslag   | tegenstander uitslag | tegenstander uitslag | tegenstander uitslag | tegenstander uitslag | tegenstander uitslag | rang        |
| ----------------- | --------- | ---------------------- | -------------------- | -------------------- | -------------------- | -------------------- | -------------------- | ----------- |
| Shira Rishony     | −48 kg    | Álvaraz W 10-00        | Figueroa W 10-00     | Mönkhbatyn V 00-11   | niet geplaatst       | Lin C-h W 10s1-00s2  | Bilodid V 00s1-10s1  | 5           |
| Gili Cohen        | −52 kg    | Babamuratova W 10s1–00 | Van Snick V 00-10    | niet geplaatst       | niet geplaatst       | niet geplaatst       | niet geplaatst       | 9           |
| Timna Nelson-Levy | −57 kg    | bye                    | Perišić W 10s1–00s3  | Yoshida V 00s1–01    | niet geplaatst       | Kajzer V 00-10s2     | niet geplaatst       | 7           |
| Gili Sharir       | −63 kg    | Haecker V 00s3-10s2    | niet geplaatst       | niet geplaatst       | niet geplaatst       | niet geplaatst       | niet geplaatst       | 17          |
| Inbar Lanir       | -78 kg    | Otgon W 10-00          | Aguiar V 00-10       | niet geplaatst       | niet geplaatst       | niet geplaatst       | niet geplaatst       | 9           |
| Raz Hershko       | +78 kg    | Alqahtani W 11-00      | Sone V 00-11         | niet geplaatst       | niet geplaatst       | niet geplaatst       | niet geplaatst       | 9           |

Gemengd
| atleten | onderdeel    | eerste ronde         | tweede ronde         | kwartfinale          | halve finale         | herkansing           | finale / BM             | finale / BM |
| atleten | onderdeel    | tegenstander uitslag | tegenstander uitslag | tegenstander uitslag | tegenstander uitslag | tegenstander uitslag | tegenstander uitslag    | rang        |
| --- | ------------ | -------------------- | -------------------- | -------------------- | -------------------- | -------------------- | ----------------------- | ----------- |
| Tohar Butbul Raz Hershko Li Kochman Inbar Lanir Sagi Muki Timna Nelson-Levy Peter Paltchik Shira Rishony Or Sasson Gili Sharir Baruch Shmailov | gemengd team | n.v.t.               | Italië W 4 - 3       | Frankrijk V 3 - 4    | niet geplaatst       | Brazilië W 4 - 2     | Russische ploeg W 4 - 1 | Brons       |

### Paardensport

#### Springen
| ruiter                                 | paard         | onderdeel   | kwalificatie | kwalificatie | finale         | finale         | finale         |
| ruiter                                 | paard         | onderdeel   | strafpunten  | rang         | strafpunten    | tijd           | rang           |
| -------------------------------------- | ------------- | ----------- | ------------ | ------------ | -------------- | -------------- | -------------- |
| Ashlee Bond                            | Donatello     | individueel | 0            | 1 Q          | 5              | 88,02          | 11             |
| Alberto Michán                         | Cosa Nostra   | individueel | EL           | EL           | niet geplaatst | niet geplaatst | niet geplaatst |
| Teddy Vlock                            | Amsterdam     | individueel | 6            | 42           | niet geplaatst | niet geplaatst | niet geplaatst |
| Ashlee Bond Alberto Michán Teddy Vlock | zie hierboven | team        | EL           | EL           | niet geplaatst | niet geplaatst | niet geplaatst |

### Schietsport
Mannen
| atleet         | onderdeel        | kwalificaties | kwalificaties | finale         | finale         |
| atleet         | onderdeel        | punten        | rang          | punten         | rang           |
| -------------- | ---------------- | ------------- | ------------- | -------------- | -------------- |
| Sergey Richter | 10 m luchtgeweer | 624,5         | 27            | niet geplaatst | niet geplaatst |

### Surfen
Vrouwen
| atlete      | onderdeel | eerste ronde | eerste ronde | tweede ronde | tweede ronde | derde ronde          | kwartfinale          | halve finale         | finale / BM          | finale / BM |
| atlete      | onderdeel | score        | rang         | score        | rang         | tegenstander uitslag | tegenstander uitslag | tegenstander uitslag | tegenstander uitslag | rang        |
| ----------- | --------- | ------------ | ------------ | ------------ | ------------ | -------------------- | -------------------- | -------------------- | -------------------- | ----------- |
| Anat Lelior | surfen    | 7,77         | 4 R2         | 8,83         | 4            | niet geplaatst       | niet geplaatst       | niet geplaatst       | niet geplaatst       | 17          |

### Synchroonzwemmen
| atlete                        | onderdeel | technische routine | technische routine | vrije routine (voorronde) | vrije routine (voorronde) | vrije routine (voorronde) | vrije routine (finale) | vrije routine (finale)    | vrije routine (finale) |
| atlete                        | onderdeel | punten             | rang               | punten                    | totaal (technisch + vrij) | rang                      | punten                 | totaal (technisch + vrij) | rang                   |
| ----------------------------- | --------- | ------------------ | ------------------ | ------------------------- | ------------------------- | ------------------------- | ---------------------- | ------------------------- | ---------------------- |
| Eden Blecher Shelly Bobritsky | duet      | 84,6333            | 16                 | 83,8580                   | 168,4913                  | 15                        | niet geplaatst         | niet geplaatst            | niet geplaatst         |

### Taekwondo
Vrouwen
| atleet          | onderdeel | kwalificatie         | eerste ronde            | kwartfinale          | halve finale         | herkansing           | finale / BM          | finale / BM |
| atleet          | onderdeel | tegenstander uitslag | tegenstander uitslag    | tegenstander uitslag | tegenstander uitslag | tegenstander uitslag | tegenstander uitslag | rang        |
| --------------- | --------- | -------------------- | ----------------------- | -------------------- | -------------------- | -------------------- | -------------------- | ----------- |
| Avishag Semberg | -49 kg    | Stambaugh W 22 - 2   | Wongpattanakit V 5 - 29 | niet geplaatst       | niet geplaatst       | Trương W 22 - 1      | Yıldırım W 27 - 22   | Brons       |

### Triatlon
Individueel
| Atleet        | Evenement | Zwemmen(1.5 km) | Rang 1 | Fietsen (40 km) | Rang 2 | Lopen(10 km) | Totaal Tijd | Ranking |
| ------------- | --------- | --------------- | ------ | --------------- | ------ | ------------ | ----------- | ------- |
| Ran Sagiv     | Mannen    | 18.24           |        | 57.50           |        | 31.35        | 1.49.04     | 35      |
| Shachar Sagiv | Mannen    | 18.12           |        | 56.14           |        | 31.37        | 1.47.10     | 20      |

### Wielersport

#### Mountainbiken
Mannen
| atleet       | onderdeel    | tijd           | rang |
| ------------ | ------------ | -------------- | ---- |
| Shlomi Haimy | mountainbike | 1:36:58 +11:44 | 33   |

#### Wegwielrennen
Vrouwen
| atlete       | onderdeel    | tijd     | rang |
| ------------ | ------------ | -------- | ---- |
| Omer Shapira | wegwedstrijd | 3.55.23  | 24   |
| Omer Shapira | tijdrit      | 33.15,84 | 15   |

### Zeilen
Mannen
| atleet     | onderdeel | race | race | race | race | race | race | race | race | race | race | race | race | race | netto punten | eindnotering |
| atleet     | onderdeel | 1    | 2    | 3    | 4    | 5    | 6    | 7    | 8    | 9    | 10   | 11   | 12   | M    | netto punten | eindnotering |
| ---------- | --------- | ---- | ---- | ---- | ---- | ---- | ---- | ---- | ---- | ---- | ---- | ---- | ---- | ---- | ------------ | ------------ |
| Yoav Cohen | RS:X      | 12   | 6    | 2    | 7    | 6    | 6    | 6    | 7    | 16   | 6    | 4    | 12   | 2    | 76           | 4            |

Vrouwen
| atleet                  | onderdeel    | race | race | race | race | race | race | race | race | race | race | race   | race   | race           | netto punten | eindnotering |
| atleet                  | onderdeel    | 1    | 2    | 3    | 4    | 5    | 6    | 7    | 8    | 9    | 10   | 11     | 12     | M              | netto punten | eindnotering |
| ----------------------- | ------------ | ---- | ---- | ---- | ---- | ---- | ---- | ---- | ---- | ---- | ---- | ------ | ------ | -------------- | ------------ | ------------ |
| Katy Spychakov          | RS:X         | 3    | 5    | 9    | 7    | 10   | 3    | 13   | 13   | 9    | 1    | 4      | 1      | 20             | 85           | 6            |
| Shay Kakon              | Laser Radial | 39   | 13   | 38   | 18   | 39   | 32   | 34   | 39   | 2    | 5    | n.v.t. | n.v.t. | niet geplaatst | 220          | 30           |
| Noya Bar Am Shahar Tibi | 470          | 2    | 14   | DSQ  | 3    | 10   | 11   | 4    | 11   | 6    | 13   | n.v.t. | n.v.t. | 6              | 80           | 8            |

### Zwemmen
Mannen
| atleet                                                   | onderdeel          | series     | series | halve finale   | halve finale   | finale         | finale         |
| atleet                                                   | onderdeel          | tijd       | rang   | tijd           | rang           | tijd           | rang           |
| -------------------------------------------------------- | ------------------ | ---------- | ------ | -------------- | -------------- | -------------- | -------------- |
| Meiron Cheruti                                           | 50 m vrije slag    | 22,01      | 17     | niet geplaatst | niet geplaatst | niet geplaatst | niet geplaatst |
| Meiron Cheruti                                           | 100 m vrije slag   | 49,26      | 29     | niet geplaatst | niet geplaatst | niet geplaatst | niet geplaatst |
| Denis Loktev                                             | 200 m vrije slag   | 1.47,68    | 27     | niet geplaatst | niet geplaatst | niet geplaatst | niet geplaatst |
| Michael Laitarovsky                                      | 100 m rugslag      | 55,34      | 36     | niet geplaatst | niet geplaatst | niet geplaatst | niet geplaatst |
| Yakov Toumarkin                                          | 100 m rugslag      | 54,81      | 31     | niet geplaatst | niet geplaatst | niet geplaatst | niet geplaatst |
| Yakov Toumarkin                                          | 200 m rugslag      | 1.59,65    | 28     | niet geplaatst | niet geplaatst | niet geplaatst | niet geplaatst |
| Ron Polonsky                                             | 200 m schoolslag   | 2.12,71    | 27     | niet geplaatst | niet geplaatst | niet geplaatst | niet geplaatst |
| Ron Polonsky                                             | 400 m wisselslag   | 4.21,50    | 27     | n.v.t.         | n.v.t.         | niet geplaatst | niet geplaatst |
| Ron Polonsky                                             | 200 m wisselslag   | 1.58,95    | 26     | niet geplaatst | niet geplaatst | niet geplaatst | niet geplaatst |
| Gal Cohen Groumi                                         | 200 m wisselslag   | 1.59,44    | 30     | niet geplaatst | niet geplaatst | niet geplaatst | niet geplaatst |
| Gal Cohen Groumi                                         | 100 m vlinderslag  | DNS        | DNS    | niet geplaatst | niet geplaatst | niet geplaatst | niet geplaatst |
| Tomer Frankel                                            | 100 m vlinderslag  | 51,99      | 21     | niet geplaatst | niet geplaatst | niet geplaatst | niet geplaatst |
| Matan Roditi                                             | 10km open water    | n.v.t.     | n.v.t. | n.v.t.         | n.v.t.         | 1.49.24,9      | 4              |
| Gal Cohen Groumi Tomer Frankel Denis Loktev Daniel Namir | 4x200 m vrije slag | 7.08,65 NR | 10     | n.v.t.         | n.v.t.         | niet geplaatst | niet geplaatst |

Vrouwen
| atlete             | onderdeel         | series   | series | halve finale   | halve finale   | finale         | finale         |
| atlete             | onderdeel         | tijd     | rang   | tijd           | rang           | tijd           | rang           |
| ------------------ | ----------------- | -------- | ------ | -------------- | -------------- | -------------- | -------------- |
| Andrea Murez       | 50 m vrije slag   | 25,48    | 30     | niet geplaatst | niet geplaatst | niet geplaatst | niet geplaatst |
| Andrea Murez       | 100 m vrije slag  | 54,06 NR | 22     | niet geplaatst | niet geplaatst | niet geplaatst | niet geplaatst |
| Andrea Murez       | 200 m vrije slag  | 1.58,97  | 19     | niet geplaatst | niet geplaatst | niet geplaatst | niet geplaatst |
| Anastasia Gorbenko | 100 m rugslag     | 59,90    | 12 Q   | 59,30 NR       | 8 Q            | 59,53          | 8              |
| Anastasia Gorbenko | 100 m schoolslag  | DNS      | DNS    | niet geplaatst | niet geplaatst | niet geplaatst | niet geplaatst |
| Anastasia Gorbenko | 200 m schoolslag  | 2.28,41  | 28     | niet geplaatst | niet geplaatst | niet geplaatst | niet geplaatst |
| Anastasia Gorbenko | 100 m vlinderslag | 58,23    | 18     | niet geplaatst | niet geplaatst | niet geplaatst | niet geplaatst |
| Anastasia Gorbenko | 200 m wisselslag  | 2.10,21  | 7 Q    | 2.10,70        | 10             | niet geplaatst | niet geplaatst |
| Aviv Barzelay      | 200 m rugslag     | 2.11,13  | 15 Q   | 2.12,93        | 15             | niet geplaatst | niet geplaatst |

Gemengd
| atlete                                                          | onderdeel          | series     | series | halve finale | halve finale | finale  | finale |
| atlete                                                          | onderdeel          | tijd       | rang   | tijd         | rang         | tijd    | rang   |
| --------------------------------------------------------------- | ------------------ | ---------- | ------ | ------------ | ------------ | ------- | ------ |
| Andrea Murez Gal Cohen Groumi Itay Goldfaden Anastasia Gorbenko | 4x100 m wisselslag | 3.43,94 NR | 8 Q    | n.v.t.       | n.v.t.       | 3.44,77 | 8      |